# Letonia en los Juegos Olímpicos de la Juventud 2018
Letonia compitió en los Juegos Olímpicos de la Juventud 2018 en Buenos Aires, Argentina, celebrados entre el 6 y el 18 de octubre de 2018. No logró obtener medallas en los juegos.

## Medallero
| Medalla | Oro | Plata | Bronce | Total |
| ------- | --- | ----- | ------ | ----- |
| Total   | 0   | 0     | 0      | 0     |

## Disciplinas

### Baloncesto
Letonia clasificó a un equipo masculino basado en el Ranking de Federaciones Nacionales Sub-18 3x3.
- Torneo masculino - 1 equipo de 4 atletas

### Ciclismo
Letonia clasificó a un equipo mixto de carreras de BMX y a un atleta en estilo libre BMX en función de su desempeño en el Campeonato Mundial de Ciclismo Urbano 2018.
- Equipo BMX- 1 equipo de 2 atletas
- BMX estilo libre individual - 1 atleta

### Baile deportivo
Letonia clasificó a una bailarina por su desempeño en el Campeonato Mundial Juvenil de 2018.
- Femenino - 1 atleta

### Gimnasia artística
Letonia clasificó a un gimnasta por su desempeño en el Campeonato Europeo Juvenil de 2018.
- Individual masculino - 1 plaza